# Grădiștea (Brăila)
Grădiștea is een Roemeense gemeente in het district Brăila.
Grădiștea telt 2398 inwoners.